# What a beautiful world
「What a beautiful world」（ワット ア ビューティフル ワールド）は、2010年4月21日にLantisからリリースされた美郷あき17作目のシングル。

## 解説
前作「Wild succession」から5ヶ月ぶりのリリースとなる2010年1作目のシングル。畑亜貴がカップリング曲を含めて不参加の初のシングルでもある。表題曲はオンラインゲーム『ラグナロクオンライン RJC2010』のイメージソングとして起用された。
初回生産分にはアイテムチケットが同梱されている。 

## 収録曲
1. What a beautiful world [3:48]
  - 作詞：RUCCA、作曲・編曲：関野元規
2. eternity 〜Watching The Wheels〜 [5:45]
  - 作詞：NabU.、作曲・編曲：石川智久（TECHNOBOYS PULCRAFT GREEN-FUND）
3. 奇跡 [4:48]
  - 作詞・作曲：shilo、編曲：市川淳
4. What a beautiful world（off vocal）
5. eternity 〜Watching The Wheels〜（off vocal）
6. 奇跡（off vocal）

## タイアップ
- オンラインゲーム『ラグナロクオンライン RJC2010』イメージソング